# Better Than That
Better Than That è un brano della rock band inglese Status Quo, uscito come singolo nel novembre del 2011.

## Tracce
1. Better Than That - 3:17 - (Rossi/Young)
2. Two Way Traffic (Recorded Live at Cornbury Festival - 3rd July 2011) - 3:41 - (Rossi/Edwards)
3. Let's Rock (Recorded Live at Cornbury Festival - 3rd July 2011) - 3:45 - (Parfitt/Morris)

## Formazione
- Francis Rossi (chitarra solista, voce)
- Rick Parfitt (chitarra ritmica, voce)
- Andy Bown (tastiere, chitarra, armonica, cori)
- John 'Rhino' Edwards (basso, voce)
- Matt Letley (percussioni)